# ロジャー・スポティスウッド
ロジャー・スポティスウッド（Roger Spottiswoode、1945年1月5日 - ）は、カナダの映画監督、脚本家、編集技師である。

## 来歴
オンタリオ州オタワ出身。『007 トゥモロー・ネバー・ダイ』や『エア★アメリカ』などの監督として知られている。

## フィルモグラフィー

### 映画
- わらの犬 Straw Dogs (1971年) - 編集
- ビリー・ザ・キッド/21才の生涯 Pat Garrett and Billy the Kid (1973年) - 編集
- 熱い賭け The Gambler (1974年) - 編集
- ストリートファイター Hard Times (1975年) - 編集
- テラー・トレイン（英語版） Terror Train (1980年) - 監督
- ハイジャック・コネクション/クーパーの大仕事（英語版） The Pursuit of D. B. Cooper (1981年) - 監督
- 48時間 48 Hrs. (1982年) - 脚本
- アンダー・ファイア Under Fire (1983年) - 監督
- タッチ・ダウン'90（英語版） The Best of Times (1986年) - 監督
- 影なき男 Shoot to Kill (1988年) - 監督
- ターナー&フーチ/すてきな相棒 Turner & Hooch (1989年) - 監督
- エア★アメリカ Air America (1990年) - 監督
- 刑事ジョー/ママにお手あげ Stop! Or My Mom Will Shoot (1992年) - 監督
- Mesmer (1994年) - 監督
- 007 トゥモロー・ネバー・ダイ Tomorrow Never Dies (1997年) - 監督
- シックス・デイ The 6th Day (2000年) - 監督
- Spinning Boris (2003年) - 監督
- リプリー 暴かれた贋作 Ripley Under Ground (2005年) - 監督
- Shake Hands with the Devil (2007年) - 監督
- チルドレン・オブ・ホァンシー 遥かなる希望の道 The Children of Huang Shi (2007年) - 監督
- 氷の上のふたり The Journey Home / Midnight Sun (2014年) - 監督
- ボブという名の猫 幸せのハイタッチ A Street Cat Named Bob (2016年) - 監督

### テレビ映画
- The Renegades (1982年) - 監督
- 情事の突破口!/追いつめられたエリート弁護士の復讐（英語版） The Last Innocent Man (1987年） - 監督
- Time Flies When You're Alive (1989年) - 監督
- 灼熱の女 Third Degree Burn (1989年) - 監督
- 運命の瞬間/そしてエイズは蔓延した And the Band Played On (1993年) - 監督
- ヒロシマ 原爆投下までの4か月 Hiroshima (1995年) - 監督
- マーダー・ライブ 殺人中継（英語版） Murder Live! (1997年) - 監督
- Prince Street (1997年) - 監督
- ノリエガ/独裁者の真実（英語版） Noriega: God's Favorite (2000年) - 監督・製作総指揮
- The Matthew Shepard Story (2002年) - 監督
- Ice Bound (2003年) - 監督